# Højderygsborg
En Højderygsborg (tysk: Kammburg) er en type borg, der er anlagt på en højderyg eller bjergkam. Det var en af flere tpyer bakkefæstninger i middelalderen.
En højderygsborg var ikke almindelig type fæstning. De fleste borge af denne type ligger relativt godt beskyttet, men de havde den ulempe, at de kunne blive angrevet fra to sider.
I nogle tilfælde blev flere borge bygget på samme højderygge for at kunne beskytte hinanden.
- Den Tyske Orden anlagde Montfortborgen på en smal højderyg, og denne borge har ikke samme forsvarsvanlæg som mange andre korsfarerborge har.[2]

## Galleri
- Burg zu Burghausen, Bayern, Tyskland
- Beckov Slot, Slovakiet
- Klis Fæstning nær Split, Kroatien